# Lucien Gallois

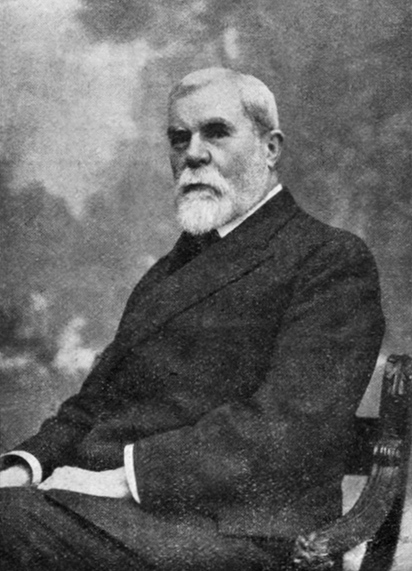
Lucien Gallois

Lucien Gallois (ur. 1857, zm. 1941) – francuski geograf i kartograf, profesor uniwersytetu w Lyonie oraz paryskiej Sorbony. Był przedstawicielem francuskiej szkoły geografii człowieka. 